# 旬 (音楽ユニット)
旬（しゅん）は、ミュージシャンの平沢進を中心に結成された日本の実験音楽的サンプリングユニット。
後期は平沢のソロで楽曲制作がされた。1996年にリリースされたアルバム「計算上のKun Mae」以降、「旬」名義での活動は行なっておらず、実質的には解散状態であるが、公式には未発表である。当時、サンプリング・マシンの価格が2000万円もしていた時代に、ループ・テープとデジタル・ディレイ・マシンを使用（本人曰く誤用）し自作サンプリング・マシンを開発した国内のサンプリングユニットで先駆的グループである。

## 概要
大阪で自主レーベル『宦官レコード』が立ち上がる際、平沢の元に音源の提供依頼があり、平沢が遊びとして制作していたテープを作り直したことがユニット結成のきっかけとなっている。以降「どうすれば消費される音楽に実験的な質感を盛り込めるか」というテーマで実験音楽を主としていった。
平沢以外の固定メンバーは存在せず、たまたまスタジオに居た人もメンバーとしてクレジットされていた。1985年に行われたALLERGYの解散ライブに「旬」として、平沢進、中野照夫、松田融児がゲスト出演した。これが唯一「旬」名義でのライブとなっている。
また、映像作品『旬IV VISION』は平沢の実兄である、グラフィックデザイナーの平沢裕一（平沢You1）が手掛けている。

その他、1994年 - 1996年頃まで、P-MODEL・平沢ソロ関連のCDが、ディスクユニオン「SYUN」レーベルより発売されていたが関係性は不明である。

## 特徴
80年代の作品は主に平沢が制作したサンプリングマシン『ヘヴナイザー』を使用しており、平沢の言葉や楽器などがサンプリングされている。平沢は「単なる技法のための音楽を試作し、目新しさやショックを追求するだけのもの」と回顧している。平沢は「旬」で得られた成果をP-MODELに持っていったと語っており、『1778-1985』はP-MODELのアルバム『KARKADOR』にも収録された。
90年代に発表された2作品では、CG制作に使用されるフラクタルのプログラムを音楽に落とし込んだ「フラクタル・サウンド」を展開した。アルバム「Landscapes」製作時には「こんなもん一枚作れば十分と思っている」と発言していたが、その後、平沢と交流していたタイのサオプラペーッソン達にいたく好評だったため「計算上のKun Mae」が制作された。
後に「Landscape-1」「Kun Mae #1」「Kun Mae #3」の三曲は、平沢が音楽を担当した映画『千年女優』にも使用され、オリジナルサウンドトラックにも収録されている。

## 作品

### 音楽作品
|   | 発売日         | タイトル・収録曲 | 規格品番            | レーベル    | 備考                                                                           |
| - | -------------- | --- | ------------------- | ----------- | ------------------------------------------------------------------------------ |
| 1 | 1984年02月     | 旬I 1. I-Location 2. Conditioning Cycle | Flexi-disc SHY-2004 | Kang-Gung   |                                                                                |
| 2 | 1985年04月     | 旬II 1. 1778-1985 | Flexi-disc P-2      | MODEL HOUSE | 収録曲「1778-1985」はP-MODELのアルバム「KARKADOR」にリアレンジされ収録される。 |
| 3 | 1985年05月     | 旬III 1. TABLE BEAT（RESPONCE VERSION） 2. TABLE BEAT（PARADIME VERSION）                                                                                          | Flexi-disc P-4      | MODEL HOUSE | ボーカルは平沢ではなく松田融児が務めている。                                   |
| 4 | 1987年10月25日 | 旬IV 1. LOCATION 2. SIPHON 3. SHUN II 4. PAE | LP SHU-1201         | ー          | CSV渋谷が販売・流通を行った。                                                  |
| 5 | 1994年05月25日 | OOPARTS 1. I-Location 2. Conditioning Cycle 3. 1778-1985 4. TABLE BEAT [responce version] 5. TABLE BEAT [paradime version] 6. LOCATION 7. SIPHON 8. SHUN II 9. PAE | CD SYUN-001         | DIW/SYUN    | 旬I - IVまでを収録。                                                           |
| 6 | 1994年10月22日 | Landscapes 1. Landscape-1 2. Landscape-2 3. Landscape-3 4. Landscape-4                                                                                             | CD SYUN-006         | DIW/SYUN    |                                                                                |
| 7 | 1996年02月29日 | 計算上のKun Mae 1. Kun Mae #1 2. Kun Mae #2 3. Kun Mae #3 4. Kun Mae #4                                                                                            | CD SYUN-011         | DIW/SYUN    |                                                                                |

### 映像作品
|   | 発売日         | タイトル・収録曲                                    | 規格品番     | レーベル    | 備考                                                                                  |
| - | -------------- | --------------------------------------------------- | ------------ | ----------- | ------------------------------------------------------------------------------------- |
| 1 | 1988年04月     | 旬IV VISION 1. LOCATION 2. SIPHON 3. SHUN II 4. PAE | VHS SHU-V002 | MODEL HOUSE | オリジナル版は冒頭に平沢の語りが入っており、「SHUN II」はマルチアングルとなっている。 |
| 1 | 1995年11月30日 | 旬IV VISION 1. LOCATION 2. SIPHON 3. SHUN II 4. PAE | VHS SYUN-010 | DIW/SYUN    | 再発版は語りがカットされ、「SHUN II」がマルチアングルでは無くなっている。             |